# Brande Kommune
| Strukturdaten     | Strukturdaten        |
| ----------------- | -------------------- |
| Fläche            | 188,11 km²           |
| Einwohner         | 8.919 (2006)         |
| Verwaltungssitz   | Brande               |
| Kommune seit 2007 | Ikast-Brande Kommune |
| Website           | www.brandekommune.dk |

Brande Kommune war bis Dezember 2006 eine dänische Kommune im damaligen Ringkjøbing Amt in Jütland. Seit Januar 2007 ist sie zusammen mit den ehemaligen Kommunen Nørre-Snede und Ikast Teil der neugebildeten Ikast-Brande Kommune.